# Stan Smith
Stan Smith (Pasadena, 4 dicembre 1946) è un allenatore di tennis ed ex tennista statunitense.
Nel 1979 Jack Kramer nella sua autobiografia inserisce Smith nella lista dei 21 migliori giocatori nella storia del tennis.

## Carriera
Smith giocò a tennis mentre frequentava la University of Southern California e durante questo periodo venne nominato per tre volte All-American, vinse nel 1968 il titolo NCAA nel singolare mentre nel 1967 e 1968 lo vinse nel doppio. Agli US Open 1968 raggiunge la prima finale in un torneo dello Slam, nel doppio, assieme a Robert Lutz vincendolo. Nel 1970 raggiunge e vince la finale degli Australian Open nel doppio maschile sempre insieme a Lutz. A fine anno partecipa alla prima edizione della Masters Cup e vince sia il titolo in singolare che nel doppio assieme a Arthur Ashe.
Nel 1971 arriva a quattro finali dello Slam, due in doppio e due in singolare. Perde la prima finale nel singolare con John Newcombe mentre agli US Open batte Jan Kodeš. Nel doppio perde sia la finale al Roland Garros, insieme a Tom Gorman, che agli US Open insieme a Erik Van Dillen. Al Torneo di Wimbledon 1972 arriva in finale nel singolare e nel doppio vincendo la finale nel singolo contro Ilie Năstase ma perdendo, insieme a Erik Van Dillen, il doppio, battuti da Bob Hewitt e Frew McMillan. Chiude la stagione in testa alla classifica davanti a Nastase, sconfitto a Wimbledon.
Nel 1974 raggiunge tre finali dello Slam consecutive, insieme a Robert Lutz, nel doppio maschile a partire dagli Open di Francia. Perdono sia il Roland Garros che Wimbledon, battuti da due coppie di australiani mentre vince la finale degli US Open contro la coppia cilena Patricio Cornejo e Jaime Fillol.
Dal 1978 raggiunge tre finali consecutive agli US Open assieme a Lutz vincendo la prima e la terza ma perdendo nel 1979 dagli americani Peter Fleming e John McEnroe. L'ultima finale la raggiunge al Torneo di Wimbledon 1981 dove lui e Lutz vengono sconfitti di nuovo da Fleming e McEnroe. È stato inserito nella International Tennis Hall of Fame nel 1987.

## Adidas Stan Smith
Nel 1971 la Adidas era lo sponsor tecnico di Stan Smith e gli propose di indossare in campo un nuovo modello di scarpa, chiamata Haillet in onore del tennista francese Robert Haillet.
Nel 1978, la parola "Haillet" è stata rimossa dalla linguetta e la scarpa è stata approvata da Stan Smith e ufficialmente ribattezzata Adidas Stan Smith, con i particolari in colore verde.
Nel 2011, quarant'anni esatti dopo, è stato rilasciato sul mercato un nuovo modello celebrativo che sulla linguetta presenta una figura stilizzata del giocatore di tennis.
A differenza della maggioranza delle Adidas che hanno tre strisce sul lato esterno, le Stan Smith hanno tre righe di buchi per l'aria. Il modello fu riproposto nel 2014, anche se non adatto al tennis.

## Finali del Grande Slam in singolare

### Vinte (2)
| Anno | Torneo    | Avversario in finale | Risultato               |
| 1971 | US Open   | Jan Kodeš            | 3–6, 6–3, 6–2, 7-6      |
| 1972 | Wimbledon | Ilie Năstase         | 4–6, 6–3, 6–3, 4–6, 7–5 |

### Perse (1)
| Anno | Torneo    | Avversario in finale | Risultato               |
| 1971 | Wimbledon | John Newcombe        | 6–3, 5–7, 2–6, 6–4, 6–4 |